# Мошинский, Евгений Иванович
Евге́ний Ива́нович Моши́нский (13 (25) декабря 1881 — 29 июля 1925) — военный юрист, подполковник Русской армии (1917), участник Первой мировой войны; затем — военный деятель Украинской народной республики, начальник Главного военно-юридического управления (1919—1920), генерал-хорунжий армии УНР (1920).

## Биография
Родился в украинской семье сельских обывателей села Городище Сквирского уезда Киевской губернии; православного вероисповедания. Получил начальное образование, окончив начальное училище.

### Служба в русской армии и Первая мировая война
По достижении призывного возраста, в сентябре 1902 года добровольно поступил на действительную военную службу вольноопределяющимся 2-го разряда, выдержав соответствующие испытания по наукам, и был зачислен рядовым в 165-й пехотный Луцкий полк, расквартированный в губернском городе Киеве.
В августе 1903 года был командирован в Чугуевское пехотное юнкерское училище и, выдержав успешно вступительный экзамен, зачислен в училище юнкером рядового звания. В октябре 1904 года удостоен звания младшего унтер-офицера, в октябре следующего года — звания портупей-юнкера. Полный учебный курс училища окончил в марте 1906 года по 1-му разряду (на «отлично», с занесением его имени на мраморную доску училища) и был произведен в подпоручики, с назначением на службу в 131-й пехотный Тираспольский полк, расквартированный в то время в Кутаисе. 
Служил помощником начальника охотничьей команды полка, исполнял  должности начальника охотничьей команды, командира 15-й роты, был врид делопроизводителя полкового суда, преподавателя русского языка в дивизионной школе подпрапорщиков. В июне-сентябре 1907 года в составе охотничьей команды полка был в командировке в селении Каракурт Карской области, на усилении охраны государственной границы.
В январе 1908 года, по распоряжению начальника 33-й пехотной дивизии, был командирован в Ковенскую крепостную артиллерию для испытания по службе и последующего туда перевода.
В Ковенской крепости служил младшим офицером роты, с мая по сентябрь 1909 года был назначен учителем для занятий с запасными нижними чинами, призванными для отбытия учебного сбора. В сентябре 1909 года произведен в поручики.
В 1910 году экстерном окончил полный учебный курс наук во Владимирском Киевском кадетском корпусе (выдержал все экзамены и получил в августе 1910 года соответствующее Свидетельство № 1768 от 01.06.1910).
В январе–мае 1911 года — старший офицер роты, врид командира роты.
В мае–июне 1911 года при штабе Виленского военного округа выдержал предварительные экзамены на предмет поступления в Александровскую Военно-юридическую академию, затем в августе того же года, в Санкт-Петербурге, выдержал приёмные экзамены и с 26.09.1911 зачислен штатным слушателем в означенную академию. В августе 1913 года произведен в штабс-капитаны. На январь 1914 года — был женат, имел дочь 5 лет.
В мае 1914 года окончил учёбу в академии по 1-му разряду и Приказом по Главному военно-судебному Управлению был прикомандирован к прокурорскому надзору Одесского военно-окружного суда для практического ознакомления с военно-судебной частью.
Участник Первой мировой войны. По собственному желанию он в сентябре 1914 года начальником Главного военно-судебного Управления был откомандирован в свою часть (в Ковенскую крепостную артиллерию), куда прибыл 23 сентября 1914 года и был назначен старшим офицером 27-й роты, затем командующим 28-й ротой.
С сентября 1914 по январь 1915 года в должности командующего ротой находился в Ковенской крепости, объявленной на осадном положении.
В январе–июне 1915 года принимал активное участие в боевых действиях на фронте близ Ковно в должности командующего, затем старшего офицера, временных (нештатных) артиллерийских батарей Ковенской крепостной артиллерии, включаемых в состав соединений действующей армии (в конце августа 1915 года Ковно был взят немцами).
В октябре 1915 года штабс-капитан Мошинский был назначен кандидатом на военно-судебные должности при Одесском военно-окружном суде, с переводом в военно-судебное ведомство. Вскоре был назначен на военно-прокурорскую должность в корпусной суд 4-го армейского корпуса. В декабре 1915 года произведен в капитаны военно-судебного ведомства.
В 1916—1917 годах Евгений Мошинский состоял военным следователем 35-го и 31-го армейских, затем 1-го Гвардейского, корпусов. С августа 1917 года — подполковник. В сентябре 1917 года — товарищ (помощник) военного прокурора 11-й армии.
С конца сентября 1917 года находился в Киеве по болезни, — лечился в офицерском лазарете Российского общества Красного Креста.

### Служба в украинской армии
После Октябрьской революции 1917 года в Петрограде, в конце 1917 года подполковник Мошинский, в Киеве, поступил на службу в создаваемые вооружённые силы Украинской народной республики (УНР). С 1 января 1918 года — начальник кодификационного отдела Судебного управления Генерального военного секретариата УНР.
На 9 августа 1918 — начальник юрисконсультского отдела Главного военно-юридического управления Военного министерства Украинской державы; с 1 сентября 1918 — товарищ (помощник) прокурора Киевского военного высшего суда.
С 23 марта 1919 года — начальник Законодательного отдела Главного военно-юридического управления Военного министерства УНР, с 14 июня 1919 года — начальник Главного военно-юридического управления и главный военный прокурор УНР, с 31 января 1920 года — начальник Главного военно-юридического управления. 5 октября 1920 года произведен в генерал-хорунжие армии УНР.
Летом 1921 года, будучи интернированным в Польше, главный военный прокурор УНР Мошинский разработал Положение о повстанческом суде.
С 1922 года — в эмиграции в Польше.
Умер 29 июля 1925 года в городе Лунинец на Полесье (ныне — Республика Беларусь), там же и похоронен.

## Награды
- Орден Святого Станислава 3-й степени (06.12.1911; ВП от 12.02.1912)
- Медаль «В память 300-летия царствования Дома Романовых» (1913)
- Орден Святой Анны 3-й степени (ВП от 26.05.1914), — «…за отличные успехи в науках, окончившим Александровскую военно-юридическую академию»
  - мечи и бант к имеющемуся ордену Святой Анны 3-й степени (Приказ №711 от 14.06.1915)
- Орден Святой Анны 4-й степени с надписью «За храбрость» (Приказ №495 от 01.07.1915)
- Орден Святого Станислава 2-й степени с мечами (Приказ №1742 от 31.07.1915)[8]

Знаки отличия УНР:
- Крест Симона Петлюры (посмертно, 1930-е годы)